# Sockerrot
Sockerrot (Sium sisarum) är en flerårig växtart i släktet vattenmärken och familjen flockblommiga växter. Den beskrevs av Carl von Linné.

## Utbredning
Sockerroten är inhemsk i östra Europa och västra Asien, från Ungern i väster till Xinjiang i öster. Den har även introducerats och naturaliserats i stora delar av Centraleuropa.

## Användning
Sockerroten har länge odlats och var en gång i tiden vanlig i norra halvklotets köksträdgårdar. Arten är nära släkt med morot och palsternacka och har en smak som påminner om båda. Både de fingertjocka rötterna och skotten ovan jord är ätliga.
Varje planta utvecklar ett antal rötter, som kan skördas under senhösten och vintern, om jordförhållandena tillåter. De innehåller kolhydraten inulin, som vid kyla omvandlas till fruktos, så ju senare man skördar, desto sötare rötter får man. När man skördar gräver man upp hela plantan. Man kan sedan sätta tillbaka några av rötterna i jorden igen, och får då en ny planta som kan skördas efter ett eller två år.
Skotten kan om våren plockas och ätas som de är, eller blekas genom att sätta en hink över plantan.